# 1682 Karel
1682 Karel је астероид главног астероидног појаса са средњом удаљеношћу од Сунца која износи 2,239 астрономских јединица (АЈ).
Апсолутна магнитуда астероида је 12,9.